# Ur (Pireneje Wschodnie)
Ur – miejscowość i gmina we Francji, w regionie Oksytania, w departamencie Pireneje Wschodnie.
Według danych na rok 1990 gminę zamieszkiwało 269 osób, a gęstość zaludnienia wynosiła 40 osób/km² (wśród 1545 gmin Langwedocji-Roussillon Ur plasuje się na 650. miejscu pod względem liczby ludności, natomiast pod względem powierzchni na miejscu 920.). 

## Zabytki
Zabytki na terenie gminy posiadające status monument historique:
- krzyż cmentarny (Croix de cimetière d'Ur)
- kościół św. Marcina (Église Saint-Martin d'Ur)

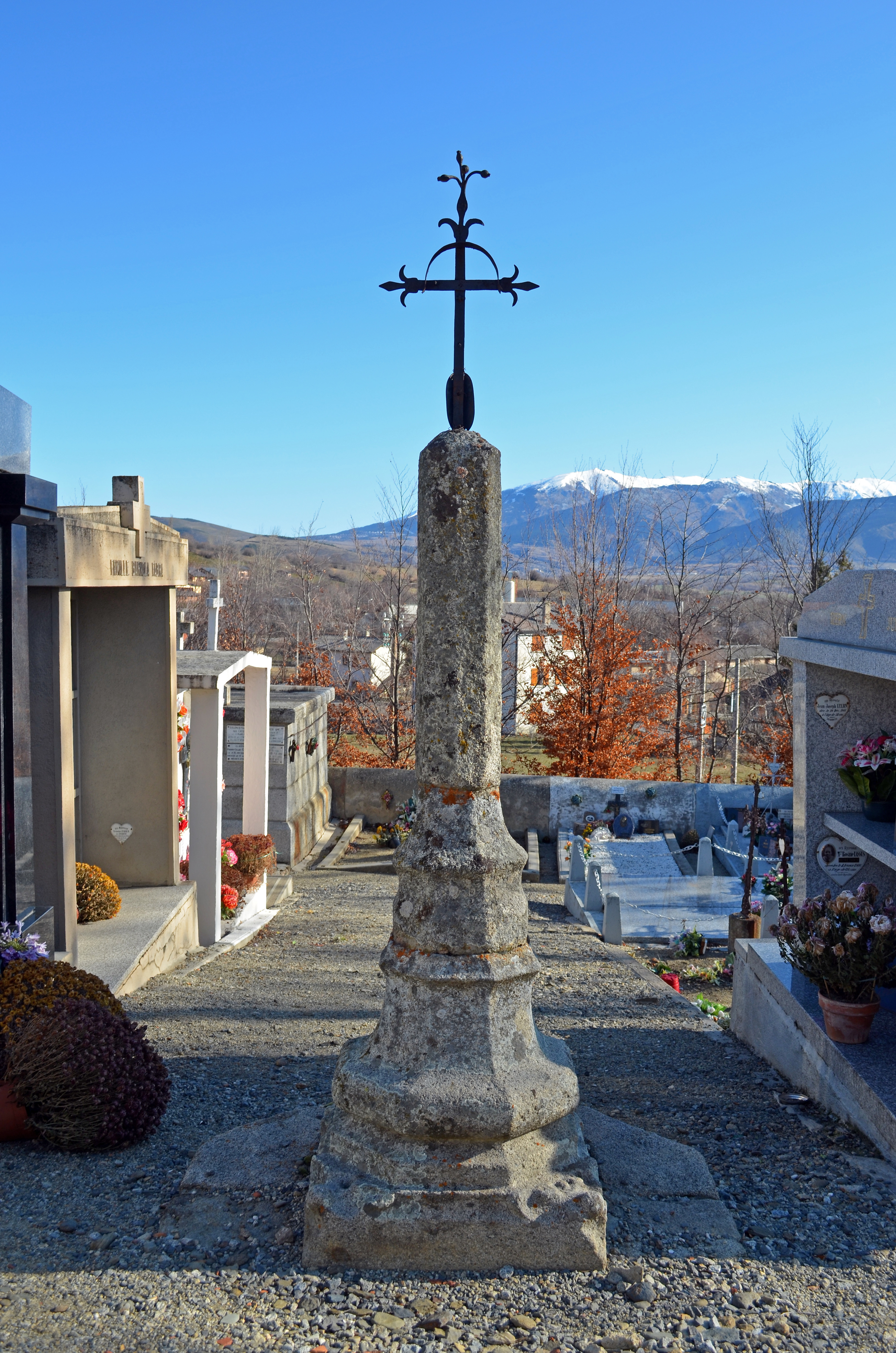
Krzyż cmentarny (2011)
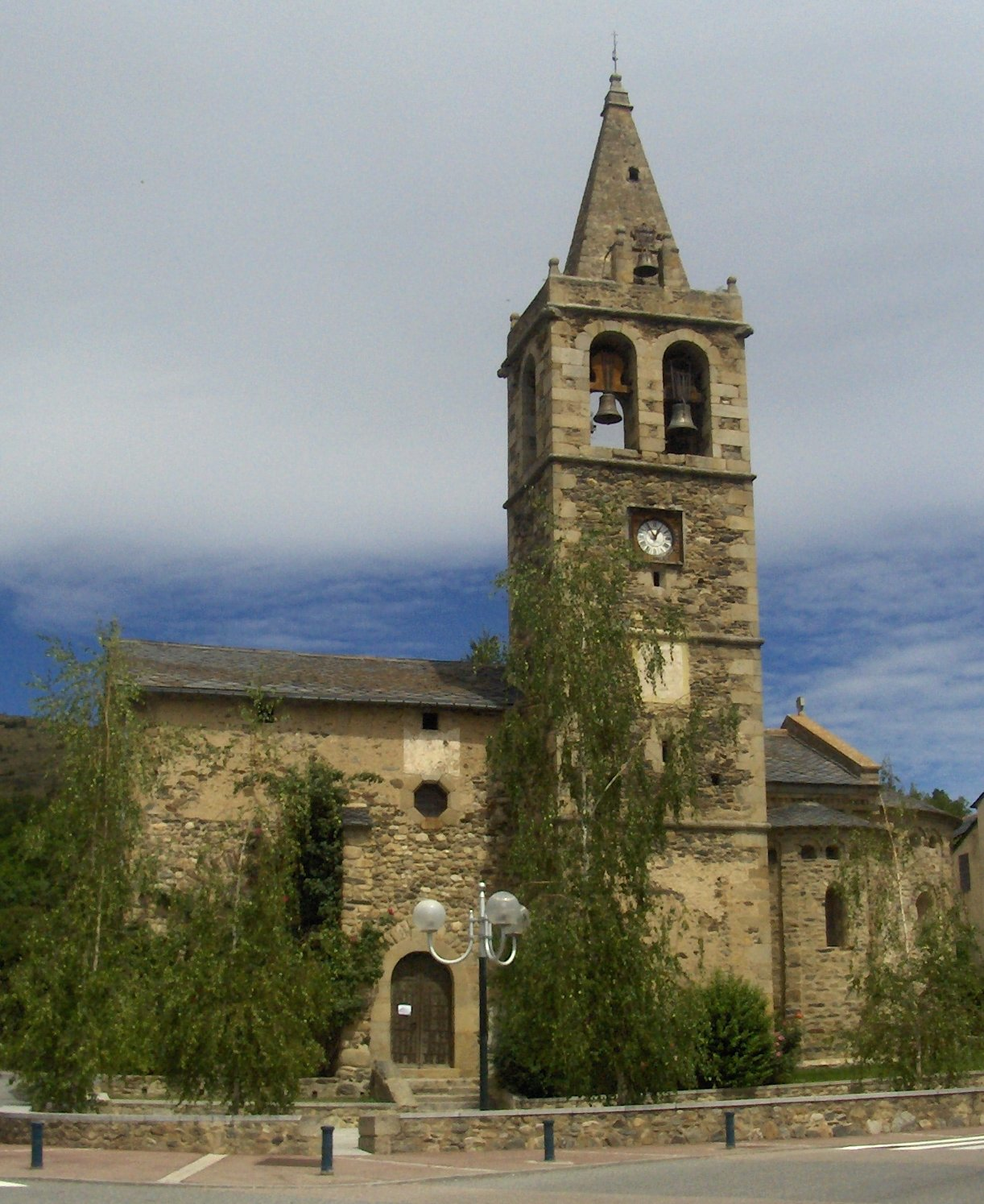
Kościół św. Marcina (2006)

## Populacja

Populacja Ur w latach 1962–2008